# 2837 Griboedov
2837 Griboedov este un asteroid din centura principală, descoperit pe 13 octombrie 1971 de Liudmila Cernîh.